# NGC 677
NGC 677 este o hi (21cm) source⁠(d) situată în constelația Berbecul. A fost descoperită în 25 septembrie 1886 de către Lewis A. Swift. Se află la o distanță de 67,95 de megaparseci de Pământ.